# Erythroxylum opacum
Erythroxylum opacum är en tvåhjärtbladig växtart som beskrevs av Henry Hurd Rusby. Erythroxylum opacum ingår i släktet Erythroxylum och familjen Erythroxylaceae. Inga underarter finns listade i Catalogue of Life.